# Sesquialtera (bướm đêm)
Sesquialtera là một chi bướm đêm thuộc họ Geometridae.